# Krzywy Sąd

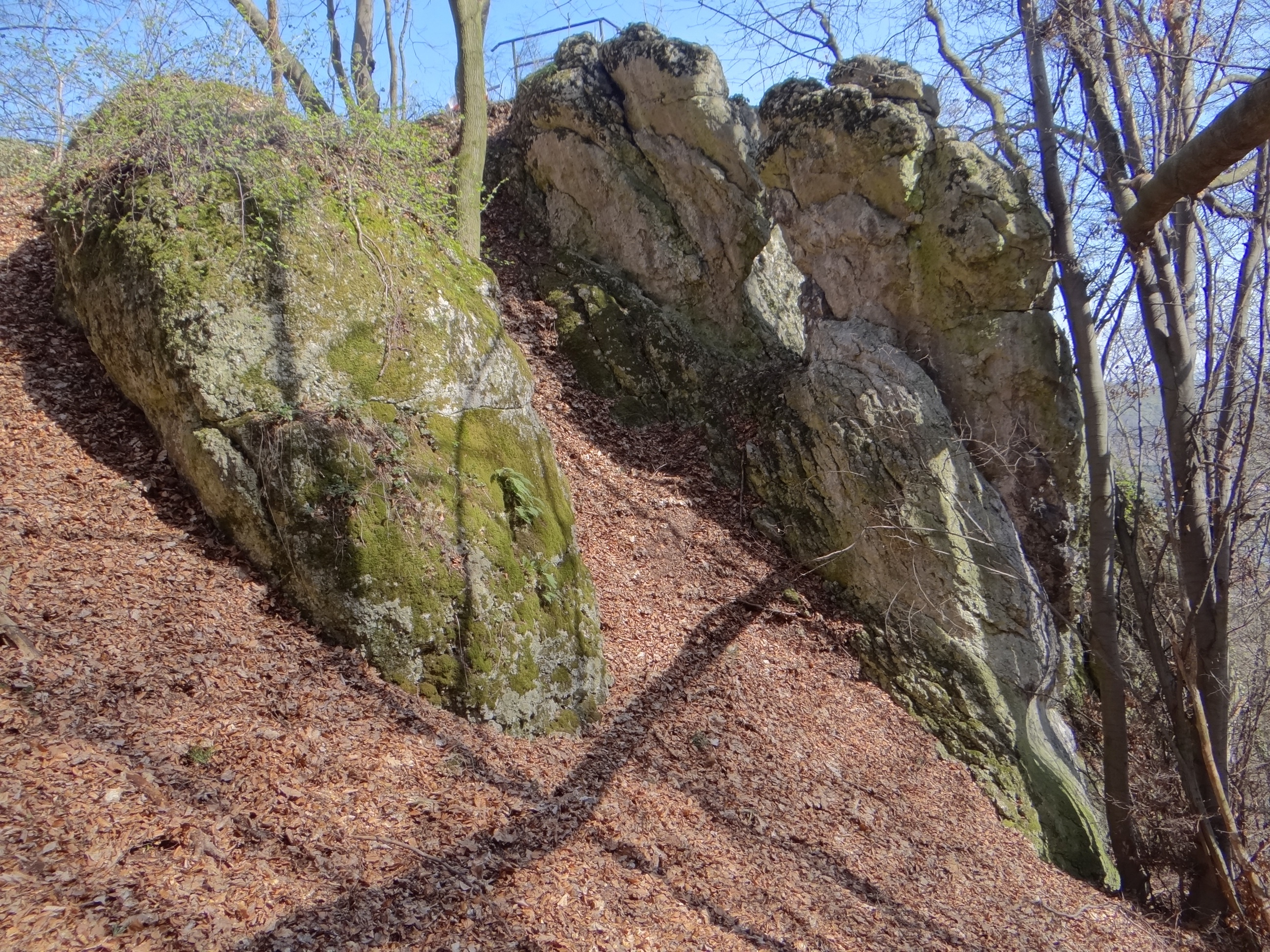

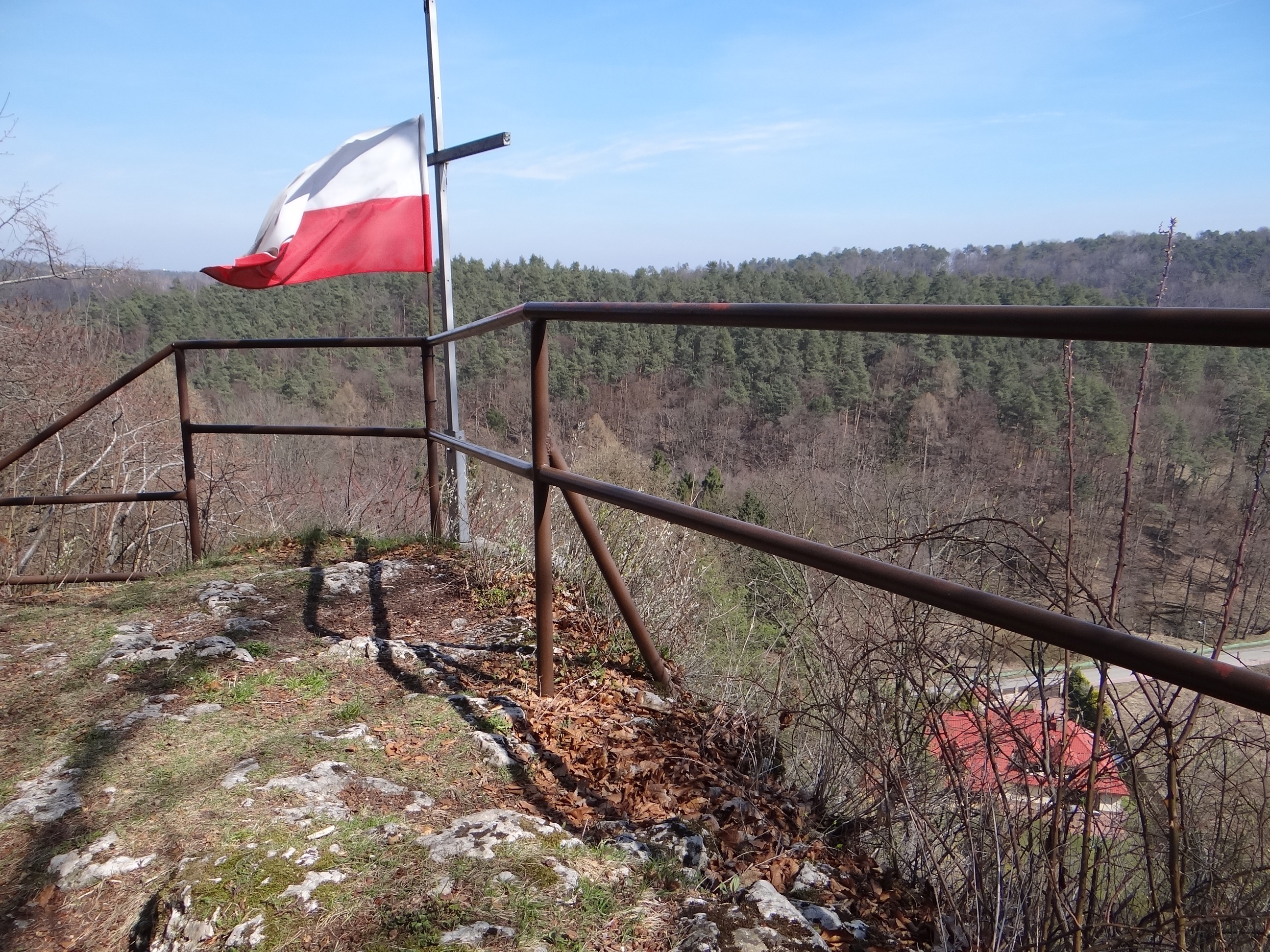
Na szczycie skały

Krzywy Sąd lub Krzywosąd – skała na szczycie wzniesienia Zachruście tworzącego prawe zbocza Doliny Aleksandrowickiej w miejscowości Aleksandrowice w województwie małopolskim, w powiecie krakowskim, w gminie Zabierzów. Pod względem geograficznym znajduje się na Garbie Tenczyńskim (część Wyżyny Krakowsko-Częstochowskiej) w obrębie Tenczyńskiego Parku Krajobrazowego.
Krzywy Sąd znajduje się w lesie, ale w 2007 r. usunięto porastające go chaszcze, dzięki czemu stał się widoczny z dna Doliny Aleksandrowickiej i biegnącej nim szosy. Zbudowany jest z twardych wapieni skalistych pochodzących z okresu późnej jury. Powstały one 140 milionów lat temu na dnie morza ze szkieletów sinic i gąbek. Ze skałą Krzywy Sąd związana jest legenda o komesie Mateuszu, właścicielu Zamku w Morawicy. Na podstawie jego oskarżenia sąd skazał niewinnego giermka na śmierć przez strącenie z tej skały.
Krzywy Sąd wznosi się na stromym zboczu. Ma wysokość 15–18 m. Na jego północno-wschodniej, pionowej ścianie uprawiana jest wspinaczka skalna. Jest na niej 8 dróg wspinaczkowych o trudności IV – VI.2+ w skali Kurtyki. Wszystkie mają zamontowane stałe punkty asekuracyjne – od 6 do 7 ringów (r) i stanowiska zjazdowe (stz). Po południowej stronie, zaraz obok Krzywego Sądu znajduje się druga skała wspinaczkowa – Głowa Słonia.
Obok skały prowadzi ścieżka dydaktyczna. Płaski wierzchołek skały jest dobrym punktem widokowym. Zamontowano na nim krzyż, flagę i metalowe barierki zabezpieczające przed upadkiem ze skały.

## Drogi wspinaczkowe
1. Czarna godzina; IV-, 6r + stz
2. Polowanie z nagonką; VI+, 7r + stz
3. Lincz; VI+, 5r + stz
4. Kara bez zbrodni; VI.1, 6r + stz
5. Zły dotyk; VI, 6r + stz
6. Jesień średniowiecza; VI.2+, 7r + stz
7. Ostatnie życzenie; VI.1+, 6r + stz
8. Kata strefa; VI.2, 6r + stz[3].
9. Projekt[3].

## Szlak turystyczny
ścieżka dydaktyczna: Aleksandrowice – Podskale – Krzywy Sąd – Dolina Aleksandrowicka – Aleksandrowice